# Mollet del Vallès
Mollet del Vallès is een gemeente in de Spaanse regio Catalonië, in de provincie Barcelona, met 51.491 inwoners (1 januari 2016). Het is een van de vele industriële voorsteden of buitenwijken van de stad Barcelona.

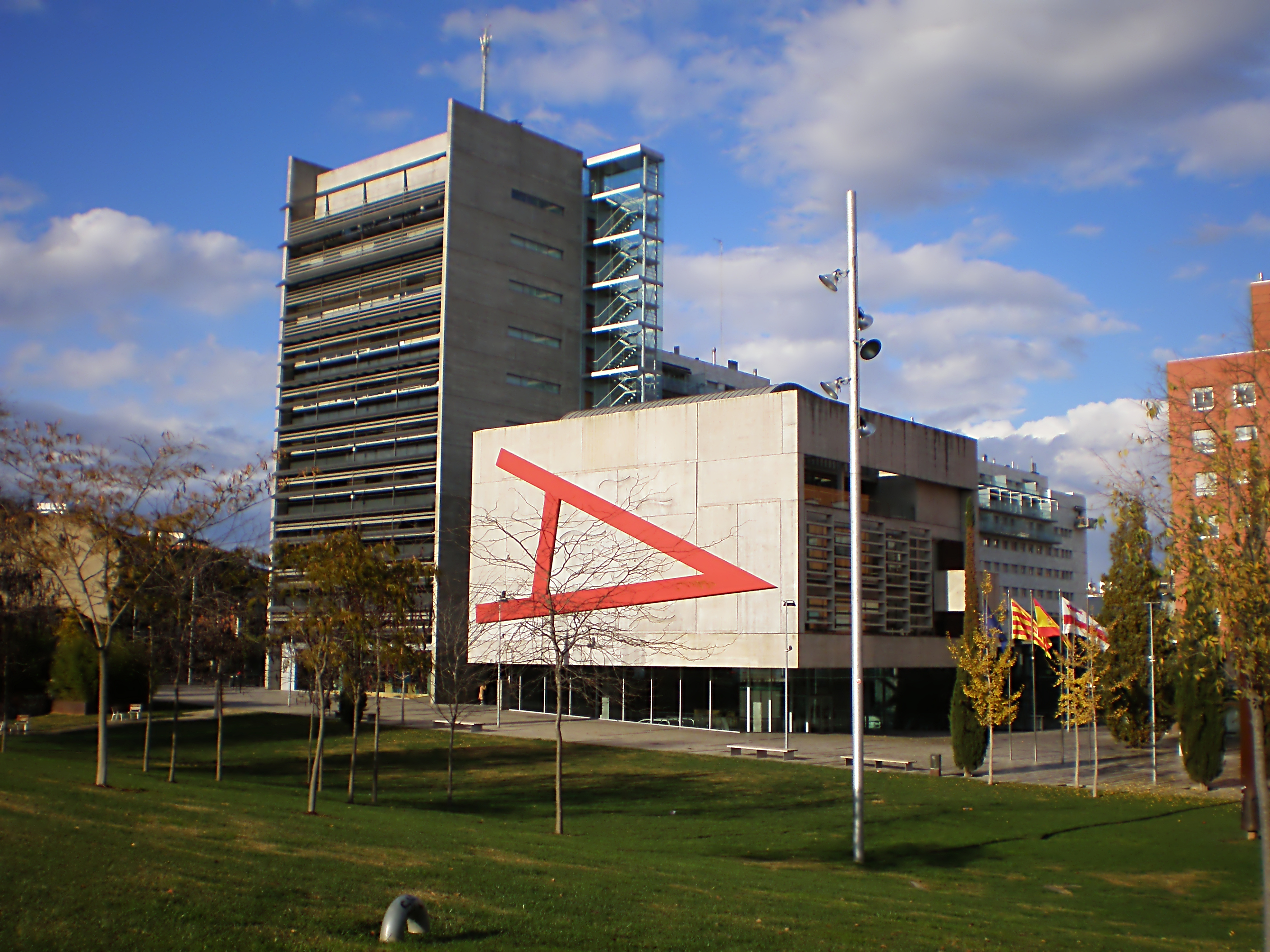
Stadhuis met het werk A ajaguda amb peix (in het Nederlands: Rustplaats in de lommer met een vis) van de beeldend kunstenaar Joan Brossa i Cuervo

## Demografische ontwikkeling
Bron: INE; 1857-2011: volkstellingen
Opm.: Afstand van Parets (1857)

## Geboren in Mollet del Vallès
- Jordi Solé Tura (1930-2009), jurist, essayist en politicus
- Alèxia Putellas (1994), voetbalster
- Pol Lirola (1997), voetballer